# كريستي هينز
كريستي هينز (ولدت في 16 أكتوبر 1979) عارضة أزياء، ممثلة ومضيفة تلفزيونية أسترالية، ظهرت هينز في مجلة سبورتس اليستريتد وكذلك كتالوج فيكتوريا سيكريت.
في ديسمبر 2015 أصبحت هينز أول مالك قارب تفوز في سباق سيدني هوبارت لليخوت.

## نشأتها
ولدت كريستي هينز في غولد كوست. هي حفيدة السياسي في كوينزلاند روس هينز. في عام 1994 ، عندما كانت تبلغ من العمر 14 عامًا ، ظهرت هينز في الطبعة الأسترالية من فوغ. التحقت بمدرسة مدرسة بوديزرت الثانوية الحكومية.

## روابط خارجية
- كريستي هينز في سبورتس إلستراتد نسخة محفوظة 13 نوفمبر 2007 على موقع واي باك مشين.
- كريستي هينز على موقع IMDb (الإنجليزية)
- كريستي هينز على موقع قاعدة بيانات الفيلم (الإنجليزية)
- كريستي هينز على موقع دليل عارضات الأزياء (الإنجليزية)
- كريستي هينز -اسك مان